# Евдокия Манева
Евдокия Иванова Манева – Бабулкова е български политик.

## Биография
Родена е на 20 март 1945 г. в София. Завършва ХИИИ – Харков, специалност „Инженерна химия“, а през 1983 г. защитава дисертация за степента доктор на икономическите науки. От 1990 г. работи в Министерство на околната среда, а през 1997 г. е заместник-министър на околната среда в служебния кабинет на Стефан Софиянски. В правителството на Иван Костов е министър на околната среда и водите.
От 2001 г. е народен представител в XXXIX народно събрание. През 2004 г., след оттеглянето на група депутати начело с Иван Костов от Съюза на демократичните сили (СДС), е сред основателите на Демократи за силна България (ДСБ) и е избрана за член на Националното ръководство на партията. От 2005 г. е депутат в XL народно събрание и член на Комисията по земеделието и горите и Комисията по околната среда и водите. От 2009 е заместник-министър на околната среда и водите в кабинетите на Бойко Борисов и Марин Райков.